# Marta Wyrzykowska (judoczka)
Marta Wyrzykowska (ur. 6 maja 1983) – polska judoczka.
Była zawodniczka klubów: UKS Conrad Gdańsk (1996-2001), KS AZS AWFiS Gdańsk (1995-2008). Wicemistrzyni Polski seniorek 2006 w kategorii do 57 kg. Ponadto min. młodzieżowa wicemistrzyni Polski 2004. 